# NGC 498
NGC 498 je čočková galaxie v souhvězdí Ryb. Její zdánlivá jasnost je 14,3m a úhlová velikost 0,5′ × 0,5′. Je vzdálená 282 milionů světelných let, průměr má 40 000 světelných let. NGC 498 je člen skupiny galaxií galaxie NGC 507, části nadkupy Perseus-Pisces. Galaxii objevil 23. října 1856  R. J. Mitchell, asistent Williama Parsonse.

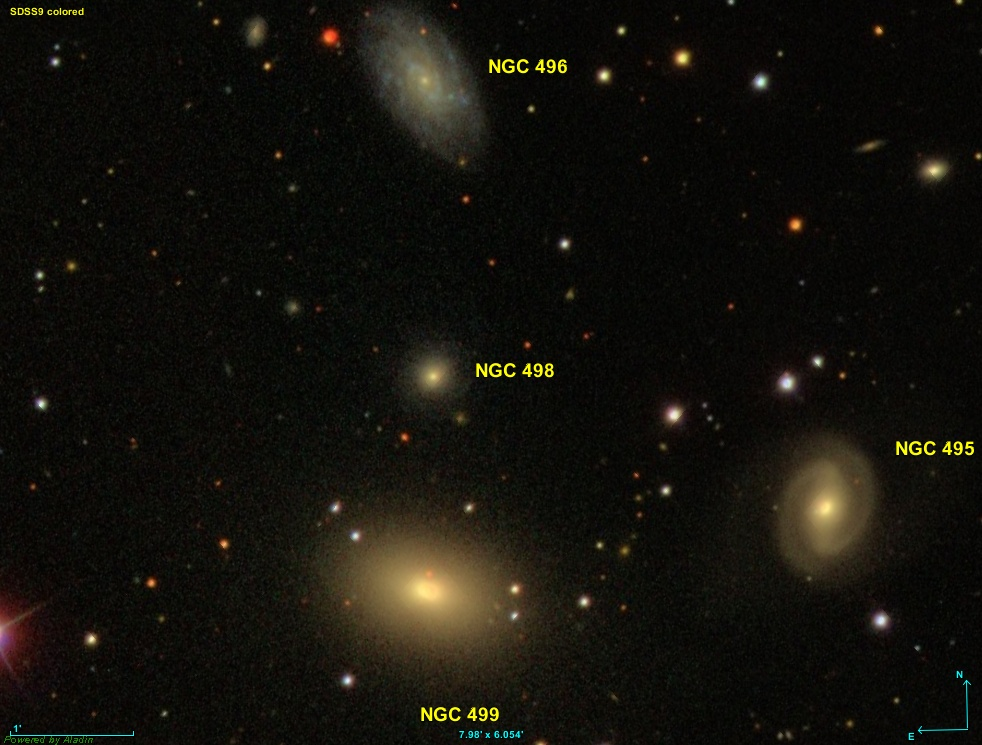
NGC 498 s NGC 495, NGC 496, NGC 499 (SDSS)